# يورغن هارت
يورغن هارت (بالألمانية: Jürgen Hardt)‏ هو سياسي ألماني، ولد في 30 مايو 1963 في ألمانيا. حزبياً، نشط في الاتحاد الديمقراطي المسيحي (1981 – ).

## مناصب
- في الانتخابات الفيدرالية الألمانية 2017، انتخب عضو في البوندستاغ الألماني عن دائرة Solingen – Remscheid – Wuppertal II [الإنجليزية]‏ وقد انضم خلال فترته النيابية (24 أكتوبر 2017 – ) للكتلة البرلمانية الكتلة البرلمانية لائتلاف الاتحاد الديمقراطي المسيحي / الاتحاد الاجتماعي المسيحي في البوندستاغ  [لغات أخرى]‏.
- انتخب  (30 أبريل 2014 – ).
- انتخب عضو الجمعية البرلمانية لحلف الناتو.
- انتخب عضو في البوندستاغ الألماني (27 أكتوبر 2009 – 22 أكتوبر 2013).
- انتخب عضو في البوندستاغ الألماني عن دائرة Solingen – Remscheid – Wuppertal II [الإنجليزية]‏ خلال فترته النيابية  [لغات أخرى]‏ (22 أكتوبر 2013 – 22 أكتوبر 2013).

## وصلات خارجية
- الموقع الرسمي